# Каптурниця пишна
Каптурниця пишна (Cucullia magnifica) — вид комах з родини Noctuidae. Один з 225 видів роду; один з 32 видів роду у фауні України.

## Морфологічні ознаки
Розмах крил — 36-44 мм. Основний фон передніх крил сріблясто-білий з жовтуватим та рожевим вилиском, дві ламані поперечні смуги жовто-бурі з чорними лініями. Задні крила та торочка на обох парах крил біла.

## Поширення
Східна частина Палеарктики — від Поволжя (Сарепта) до Якутії, ареал охоплює степи та схили гір Кавказу, південь Уралу, Центральної Азії (Копет-Даг, Тянь-Шань) та Сибіру (Тарбагатай, Джугджур), відоме місцезнаходження в Центральній Європі (Австрія).
В Україні зустрічається дуже рідко та локально в степовій та на півдні лісостепової зони на Лівобережжі, в двох пунктах Правобережжя (смт Солоне Дніпропетровської області, м. Одеса) та на острові Бирючий.

## Особливості біології
Ксерофільний вид. Дає одну генерацію на рік. Метелики літають з кінця липня до початку вересня, активні присмерком та вночі. Гусінь розвивається на різних видах полину.

## Загрози та охорона
Загрози: розорювання степів та лук.
Заходи з охорони не розроблені. Потрібно вивчити екологічні особливості виду, взяти під охорону від розорювання та надмірного випасу сухі луки та цілинні ділянки степу зі сприятливими умовами для перебування виду.